# The Brussels Affair ’73
The Brussels Affair ’73 ist ein 1973 im Rahmen der Europa-Tournee der Rolling Stones aufgenommenes Livealbum, das am 17. November 2011 veröffentlicht wurde. Es enthält eine Zusammenstellung von Aufnahmen zweier Konzerte, die die Band am 17. Oktober 1973 in der Brüssler Arena Forest National gab. Ein Album mit dem Titel Brussels Affair 1973 mit Aufnahmen dieser Darbietungen hatte zuvor bereits als Schwarzpressung Verbreitung gefunden und war für das autorisierte Album namensgebend. Nachdem es zunächst ausschließlich als Download angeboten worden war, wurde das Album 2012 im Rahmen verschiedener, in limitierter Stückzahl aufgelegter Boxsets auch auf LP veröffentlicht.

## Geschichte
Während der vom 1. September bis zum 19. Oktober 1973 stattfindenden Europa-Tournee verweigerte die französische Regierung den Rolling Stones die Einreise nach Frankreich, weil Keith Richards wegen Drogen in Konflikt mit dem Gesetz geraten war. Die Band gab deshalb am 17. Oktober 1973 eines von zwei Konzerten im Forest National in Brüssel speziell für die französischen Fans. Diese konnten mittels von RTL Radio gemieteten Sonderzügen in die belgische Hauptstadt reisen.
Die beiden Auftritte wurden professionell aufgenommen. Pläne der Rolling Stones, daraus ein Livealbum zusammenzustellen, wurden bis 2011 jedoch nicht verwirklicht.
Es kursierten allerdings diverse Bootlegs mit Aufnahmen der Konzerte, darunter Alben mit den Namen Bedspring Symphony, The Rolling Stones in concert 1973 und Brussels Affair 1973.
Quelle für die Bootlegs war unter anderem die US-amerikanische Radiosendung King Biscuit Flower Hour, in der die professionellen Aufnahmen vom ersten Konzert am Nachmittag gesendet worden waren. Vom zweiten Konzert zirkulierten nur wenige Songs in deutlich schlechterer Qualität.
Erst 2011 kam es zu einer autorisierten Veröffentlichung, für die Bob Clearmountain die abschließende Mischung der Konzertaufnahmen, die Andy Johns im mobilen Rolling-Stones-Studio gemacht hatte, erstellte.
Das Album wurde in den USA ab dem 16. November 2011 von dem Internetdienst Google Music als erstes einer Serie von sechs Konzertalben der Band zum Kauf angeboten.
Der Vertrieb der Download-Alben dieser Rolling Stones Bootleg Series mit bis dahin offiziell unveröffentlichten Aufnahmen erfolgt ausschließlich über den Online-Shop von Google Play (in das Google Music seit März 2012 integriert ist, bis dahin lief der Online-Shop über Android Market).
Nur für Kunden aus Ländern, in denen Google Play nicht verfügbar ist, gibt es die Konzerte in Zusammenarbeit mit Google Music im Online-Shop des Rolling Stones Archive, einer am 17. November ins Leben gerufenen Internetseite, zu kaufen. Dies betraf zum Zeitpunkt der Veröffentlichung alle Kunden außerhalb der USA; seit 13. November 2012 können deutsche Kunden die Alben über Google Play erwerben.
Das Stones Archive wird von Bravado, dem Merchandising-Unternehmen von Universal Music, betrieben.
Wegen der Beliebtheit der bekannten Schwarzpressung wurde „Brussels Affair“ im Titel beibehalten. Allerdings unterscheidet sich das Album inhaltlich von dieser und auch den anderen zuvor existierenden Bootleg-Veröffentlichungen.
Die im Rolling Stones Archive und bei Google Play abgebildeten Cover für das Album variieren hinsichtlich der Namensgebung: Im Rolling Stones Archive trägt es den Titel The Brussels Affair ’73, bei Google Play den Titel Brussels Affair (Live 1973).
Enthalten ist eine Kombination von Aufnahmen des ersten und zweiten Auftritts der Band.
Doo Doo Doo Doo (Heartbreaker), Dancing with Mr. D, Star Star und Angie sind Lieder vom 1973er Studioalbum Goats Head Soup, an dessen Erscheinen sich die Europa-Tournee anschloss.

## Titelliste
1. Brown Sugar – 3:54
2. Gimme Shelter – 5.31
3. Happy – 3:13
4. Tumbling Dice – 5:02
5. Star Star – 4:15
6. Dancing With Mr. D – 4:36
7. Doo Doo Doo Doo Doo (Heartbreaker) – 5:01
8. Angie – 5:13
9. You Can’t Always Get What You Want – 10:57
10. Midnight Rambler – 12:49
11. Honky Tonk Women – 3:10
12. All Down The Line – 4:19
13. Rip This Joint – 2:24
14. Jumping Jack Flash – 3:26
15. Street Fighting Man – 5:13

Brown Sugar, Midnight Rambler und Street Fighting Man sind Aufnahmen vom ersten Auftritt, die übrigen Titel vom zweiten (ein Gitarrensolo Mick Taylors in All Down The Line wurde allerdings der Aufnahme des Liedes vom ersten Konzert entnommen). Die Liederfolge entspricht der Setlist des zweiten Auftritts, welche abzüglich Doo Doo Doo Doo Doo (Heartbreaker) identisch ist mit der des ersten.